# Musica liturgica cattolica contemporanea
La musica liturgica cattolica contemporanea comprende una varietà completa di stili musicali per la liturgia cattolica che è cresciuta sia prima che dopo le riforme del Concilio Vaticano II. Lo stile dominante nel Canada e negli Stati Uniti di lingua inglese iniziò come il canto gregoriano e inni popolari, superato dopo gli anni '70 da un genere musicale popolare, generalmente acustico e spesso lento nel tempo, ma che si è evoluto in un'ampia gamma contemporanea di stili che riflettono determinati aspetti dell'epoca, della cultura e della lingua. C'è una netta differenza tra questo stile e quelli che erano entrambi comuni e apprezzati nelle chiese cattoliche prima del Vaticano II.

## Storia
Nei primi anni '50 il sacerdote gesuita Joseph Gelineau era attivo nello sviluppo liturgico in diversi movimenti che portavano al Vaticano II. In particolare, la nuova salmodia Gelineau in francese (1953) e inglese (1963) dimostrarono la fattibilità e l'uso gradito di tali impostazioni linguistiche vernacolari.

### La musica liturgica secondo il concilio Vaticano II
La musica liturgica cattolica contemporanea è cresciuta dopo le riforme seguite al Concilio Vaticano II, che, pur prevedendo il mantenimento dell'uso latino nella liturgia romana (indicazione largamente disattesa),  permetteva un uso più ampio della lingua locale nella Messa cattolica "nelle letture e nelle ammonizioni, in alcune preghiere e canti " mantenendo il latino per le parti rimanenti. Dal punto di vista della musica sacra il concilio prevedeva la preminenza del gregoriano (i cui testi sono in latino) e, fra gli altri generi permessi, la polifonia occupava un posto speciale. Era permesso inoltre il canto religioso popolare al fine di favorire il risuonare della voce dei fedeli e la valorizzazione di musiche e strumenti tradizionali nelle missioni.

### La musica liturgica nel postconcilio
In seguito le norme dell'" Ordinamento generale del Messale romano", pubblicato a partire dal 1970,  stabilirono che:
Il Concilio prescriveva inoltre che si avesse cura che i fedeli sapessero recitare e cantare insieme, anche in lingua latina, le parti dell'ordinario della messa che spettano ad essi. Le Disposizioni generali emanate nella fase postconciliare invece ridussero ulteriormente l'uso del latino ad "alcune parti dell'ordinario", in teoria mantenendo il canto gregoriano e la polifonia:
La prima Messa in lingua inglese fu in stile gregoriano. Fu creata dal laureato della De Paul University Dennis Fitzpatrick e intitolata semplicemente "Dimostrazione di messa in inglese". Fitzpatrick compose e registrò questa messa su dischi in vinile a metà del 1963. Li distribuì a molti vescovi statunitensi che stavano tornando da una pausa nel Concilio Vaticano II. La messa fu ben accolta da molti religiosi cattolici statunitensi e si dice che abbia favorito la loro accettazione della costituzione Sacrosanctum Concilium.
Sebbene i testi del Concilio non prevedessero una "ristrutturazione" della messa, nella fase successiva postconciliare venne interpretata in tale senso con un uso universale della lingua locale. La messa di Fitzpatrick aveva permesso ai vescovi di immaginare come potesse sembrare una liturgia cattolica in inglese.
La revisione della musica nella liturgia ebbe luogo nel marzo 1967, con il passaggio della Musicam Sacram ("Istruzione nella musica della liturgia"). Nel paragrafo 46 di questo documento si afferma che la musica potrebbe essere suonata durante la sacra liturgia su "strumenti caratteristici di un particolare popolo".

### La preminenza dell'organo a canne secondo il concilio
In precedenza l'organo a canne veniva utilizzato per l'accompagnamento e il concilio Vaticano II dichiara che "Nella Chiesa latina si abbia in grande onore l'organo a canne, strumento musicale tradizionale, il cui suono è in grado di aggiungere un notevole splendore alle cerimonie della Chiesa, e di elevare potentemente gli animi a Dio e alle cose celesti."
L'uso di strumenti nativi della cultura locale fu un passo importante nella moltiplicazione delle canzoni scritte per accompagnare la liturgia cattolica.
Oltre al suo ruolo nella creazione di questa prima messa in lingua inglese, Dennis aveva una grande partecipazione in F.E.L. (Amici della liturgia inglese). Molti degli artisti contemporanei che hanno creato la musica folk utilizzata nella liturgia cattolica americana scelgono F.E.L. come loro editore, come ad esempio Ray Repp, che fu pioniere della musica liturgica cattolica contemporanea e autore della "Prima Messa per i giovani americani", una suite di brani musicali in stile folk progettati per la liturgia cattolica. Repp diede un impulso allo sviluppo delle "messe con chitarra".
Le riforme hanno scatenato un ampio movimento nella Chiesa cattolica di lingua inglese, dove l'intero corpo della vecchia innodia protestante e la nuova musica liturgica cattolica contemporanea appena composta fu introdotta attraverso nuovi libri di inni come il World Library Publication's People's Mass Book, il Living Parish, We Celebrate, i tre volumi di Glory and Praise del NALR (North American Liturgy Resources) e i volumi di libri di inni folk del XX secolo di Mayhew-McCrimmon.

### Diffusione della musica folk e pop liturgica ad opera di gesuiti e carismatici
Gran parte della prima musica liturgica cattolica contemporanea composta negli anni '70, fu ispirata dalla musica popolare del giorno, che utilizzava chitarre e altri strumenti comunemente associati alla musica "folk" e comprendeva cantautori come Ray Repp, Joe Wise e successivi membri di gruppi americani come il gruppo dei St. Louis Jesuits e the Dameans. Di questo gruppo, la musica dei gesuiti di Saint Louis si diffuse ampiamente e molte delle loro composizioni continuano ad essere popolari oggi.
Nel Regno Unito, anche il Rinnovamento carismatico cattolico contribuì a questi cambiamenti, introducendo l'approccio di "lode e adorazione" alla musica liturgica che fu incorporato nelle pubblicazioni di Mayhew-McCrimmond.
Negli anni '90 e all'inizio del XXI secolo questo stile musicale attingeva meno dalle sue radici popolari che da una serie di stili e influenze differenti della società contemporanea. In molte aree degli Stati Uniti e in tutte le regioni del mondo di lingua inglese, la maggior parte o tutta la musica suonata durante la messa domenicale è stata occupata da questo corpus di opere della fine del XX secolo. Di conseguenza le forme tradizionali di musica cattolica (come il canto gregoriano) erano diventate rare in molte chiese e sconosciute in alcune. Nel 2000 la maggior parte dei libri di canti cattolici preferiva la musica liturgica cattolica contemporanea, alcuni inni e una piccolissima raccolta di canti (che una volta erano stati la condicio sine qua non della musica cattolica della Chiesa).

### Diffusione della musica pop cattolica presso le chiese protestanti
Oltre alla sua diffusione all'interno della comunità cattolica, un certo numero di pezzi del corpus cattolico della fine del XX secolo divenne comune tra i protestanti americani, alcuni dei quali avevano una grande tradizione musicale classica.  Questo è vero per Luterani - in particolare la Chiesa evangelica luterana in America - dove sia le canzoni di fattura più simili agli inni, sia porzioni di messa e salmi si trovano tra i recenti libri di inni come Evangelical Lutheran Worship e With One Voice. Marty Haugen, un luterano e uno dei compositori più noti, crea versioni sia cattoliche sia luterane dei suoi adattamenti della messa, oltre a scrivere pezzi per riti specificamente luterani.
Sebbene le impostazioni della Messa musicale non siano così ampiamente utilizzate nella maggior parte delle confessioni protestanti principali, un certo numero di canzoni più famose sono state aggiunte al repertorio degli inni tradizionali di queste chiese e compaiono in molti inni confessionali della fine del XX secolo. Tra questi ci sono composizioni come Christ be our Light di Bernadette Farrell, Here I Am, Lord di Dan Schutte, One Bread, One Body di John Foley, Blest Are They di David Haas e molti pezzi di Haugen tra cui All Are Welcome , Gather Us In, Awake, Awake e Greet the New Morn e Healer of Our Every Ill.

## Stile musicale
Lo stile musicale della musica cattolica del XXI secolo varia notevolmente. Gran parte di esso è composto in modo tale che il coro e l'assemblea possano essere accompagnati da organo, pianoforte o chitarra. Più recentemente, a causa delle preferenze di stile e dei costi, le tendenze mostrano che sempre meno parrocchie usano il tradizionale organo a canne, quindi questa musica è stata generalmente scritta per coro con accompagnamento di piano, chitarra e/o percussioni. Alcune canzoni tra cui One Bread, One Body (Foley) furono arrangiate, spesso da altri anziché dai compositori, per organo a canne. Sebbene inizialmente il genere della fine del XX secolo fosse "folk-sounding", è maturato negli ultimi 30 anni verso un suono molto più eclettico.
La musica liturgica cattolica contemporanea fa ampio uso di ambienti "responsoriali" in cui la congregazione canta solo un breve ritornello (come "Gloria a Dio nel più alto") in mezzo a versi affidati al cantore o al coro. Ciò differisce dall'antifona "reattiva" del canto gregoriano, in cui i versi alternativi sono divisi tra due corpi. La forma responsoriale è eminentemente pratica nell'esecuzione della salmodia della Veglia pasquale che avviene al buio, così come in assenza di inni da panca o di videoproiettori. Ha lo svantaggio di escludere la congregazione dalla piena partecipazione e alcuni compositori contemporanei hanno preferito comporre da cima a fondo i loro adattamenti per Messa: un Gloria molto antologizzato è quello di A New Mass for Congregations (Una nuova messa per congregazioni) di Carroll T. Andrews.
I testi della messa in lingua locale hanno anche attratto compositori che stanno al di fuori della tradizione musicale folk-tradizionale, come Giancarlo Menotti e Richard Proulx.

## Compositori popolari

### Americani
I compositori americani di questa musica, con alcune delle loro composizioni più note, sono:
- Alexander Peloquin, (nato 1918). Compose il primo adattamento di una messa cantata in inglese e pubblicò oltre 150 messe e altri brani.
- Miguel del Aguila, (nato 1957). Diversi adattamenti di messa, Ave Maria, Salva me, Agnus Dei, Messa da Requiem. Elenco completo delle opere: catalogo delle opere e biografia
- Marty Haugen, (nato 1950) ("Gather Us In", "Canticle of the Sun", "We Are Many Parts", molti adattamenti di salmi)
- Michael Joncas, (nato 1951) (On Eagle's Wings, "We Come to Your Feast")
- John Michael Talbot, (nato 1954) (Songs for Worship, Volumi 1 e 2)
- David Haas, (nato 1957) ("Blest Are They Archiviato il 16 luglio 2016 in Internet Archive.", "You Are Mine")
- Stephen DeCesare, (nato 1969) ("Chaplet of Divine Mercy", "Remember Me", "Come To My Mercy")
- Carey Landry, (nato 1945) ("Abba, Father", "Hail Mary, Gentle Woman")
- The Dameans – Gary Ault, Mike Balhoff, Buddy Ceaser, Gary Daigle, Darryl Ducote ("Look Beyond", "All That We Have", Remember Your Love")
- Bob Moore, (nato 1962) ("All Who Hunger", "Sweet Refreshment")
- Dan Schutte, (nato 1947) ("Here I Am, Lord", "Sing a New Song", "You Are Near")
- Bob Dufford, SJ, (nato 1943) ("Be Not Afraid", "All the Ends of the Earth")
- John Foley, (nato 1939) ("One Bread, One Body")
- Roc O'Connor, SJ, ("Lift Up Your Hearts")
- Tim Manion, ("I Lift Up My Soul")
- Sister Janet Mead, (nato 1938) ("Lord's Prayer")
- Owen Alstott, (nato 1947) Compose Respond and Acclaim, Heritage Mass e molti altri inni contemporanei popolari per la Chiesa cattolica.

### Fuori dagli Stati Uniti
Notevoli compositori di musica liturgica cattolica contemporanea, al di fuori degli Stati Uniti sono:
- L'irlandese Ian Callanan, nato 1971 ("Comfort My People", "Take and Eat, This Is My Body", "Love Is the Boat for the Journey")[12]
- Il francese Lucien Deiss, C.S.Sp., 1921-2007 ("Keep in Mind")
- Il francese Joseph Gelineau, S.I., 1920-2008 ("The Lord Is My Shepherd")
- L'australiano Richard Connolly, nato 1927 ("Where there is charity and love")
- L'inglese Damian Lundy ("Sing of a Girl", "Walk in the Light")
- L'inglese Bernadette Farrell, nato 1957 ("Unless a Grain of Wheat", "Christ Be Our Light")
- L'inglese Christopher Walker, nato 1947 ("Laudate Dominum", co-author of "Celtic Alleluia")
- L'inglese Paul Inwood, nato 1947 ("Center of my Life")[13]
- Il filippino Eduardo Hontiveros, S.J., 1923–2008
- Il filippino Manoling Francisco, S.J. ("Panalangin sa Pagiging Bukas Palad" (Prayer for Generosity attributed to St. Ignatius of Loyola) "Tanging Yaman," (Only Treasure) "I Will Sing Forever," "Amare et Servire", "Iesu Panis Vitae", un intero adattamento di messa durante la visita apostolica del 2015 di Papa Francesco nelle Filippine, tra le altre composizioni)
- Il filippino Johnny Go, S.J. ("Pilgrim's Theme")
- Il filippino Charlie Cenzon, S.J. ("Awit ng Paghahangad")
- Il filippino Arnel Aquino, S.J.
- Il filippino Fruito Ramirez, S.J. ("Take and Receive")
- Il filippino Gigi de Jesus, nato 1972 ("Ama Namin", "Alleluia")
- Il filippino Ryan Cayabyab, nato 1954 ("Kordero Ng Diyos", "Santo", "Panginoon Maawa Ka")
- Il filippino Teofilo Vinteres, C.SS.R., 1932-2001 ("Ama Namin", "Sambahin Ka't Purihin", "Sumasaakin ang Espiritu ng Panginoon","Mary Immaculate Star of the Morning", "Birheng Maria Tala sa Umaga", "O Saving Victim", "Handog ng Tagapagligtas", "Hail Mary", "Aba Ginoong Maria")
- Lo spagnolo Cesáreo Gabaráin, 1936-1991 ("Fisher of Men," "Lord, You Have Come to the Lakeshore": Compositore cattolico romano, Gold Record in Spagna)[14][15]

## Editori
Una percentuale significativa della musica liturgica contemporanea americana è stata pubblicata sotto i nomi di tre editori: Oregon Catholic Press (OCP), Gregorian Institute of America (GIA) e World Library Publications (WLP, la divisione di musica e liturgia della società JS Paluch).
Oregon Catholic Press (OCP) è un'associazione no profit dell'Arcidiocesi di Portland. L'arcivescovo Alexander K. Sample di Portland è di fatto capo dell'OCP. L'arcivescovo Sample è l'undicesimo vescovo dell'arcidiocesi di Portland ed è stato insediato il 2 aprile 2013. Il cardinale William Levada, che divenne prefetto della Congregazione per la dottrina della fede nella Curia romana, era un ex membro del consiglio di amministrazione. Levada come arcivescovo di Portland (1986-1995) guidò l'OCP durante la sua crescita espansiva e questo stile musicale divenne lo stile principale di molte comunità di lingua inglese. Anche Francis George, prima di diventare Arcivescovo di Chicago e cardinale, è stato arcivescovo di Portland e capo de facto dell'OCP. L'OCP è cresciuto fino a rappresentare circa i due terzi delle vendite del mercato della musica liturgica cattolica.

## Opinioni diverse
La musica contemporanea mira a consentire a tutta la congregazione di prendere parte al canto, in accordo con la chiamata della Sacrosanctum Concilium per una partecipazione piena, consapevole e attiva del popolo durante la celebrazione eucaristica. Quello che i suoi sostenitori chiamano uno stile musicale diretto e accessibile dà alla partecipazione della comunità riunita una priorità maggiore rispetto alla bellezza aggiunta alla liturgia da un coro esperto di polifonia.
La musica per il culto, secondo la Conferenza dei vescovi cattolici degli Stati Uniti, deve essere giudicata in base a tre serie di criteri: pastorale, liturgico e musicale, con il posto d'onore accordato al canto gregoriano e all'organo. Su questa base è stato sostenuto che l'adozione degli stili musicali più popolari è estranea al rito romano e indebolisce il carattere distintivo del culto cattolico. Altri si lamentano del fatto che alcuni canti di questo genere mettono il cantante nella posizione di Dio, cantando la sua parte in prima persona. I Am the Bread of Life di Suzanne Toolan è stato composto in questo modo. Tuttavia ci sono molti esempi di questo uso in prima persona nei canti usati durante la messa latina, come si trova nel Graduale Romano. E a causa del "linguaggio inclusivo" che divenne un problema negli anni '80, questa fu una delle molte canzoni che furono edite in nuovi inni. "Here I Am, Lord" di Dan Schutte (basato su un testo delle Scritture) era composto con l'intenzione che il cantore avrebbe cantato la parte di Dio, ma col tempo le persone nei banchi hanno iniziato a cantare entrambe le parti. Questo stile contrasta con la forma tradizionale in cui il popolo canta a Dio.
Nel 1990 Thomas Day scrisse Why Catholics Can't Sing—The Culture of Catholicism and the Triumph of Bad Taste (Perché i cattolici non sanno cantare: la cultura del cattolicesimo e il trionfo del cattivo gusto), assaltando lo stile musicale attuale nella Chiesa americana, ma oggi il suo uso è diventato lingua franca perché sono emersi stili di culto multiculturali e i nuovi stili dei giovani.
L'esperto George Weigel ha affermato che "un numero straordinario di inni liturgici trash sono stati scritti negli anni successivi al Concilio Vaticano II". Weigel ha definito Ashes un "primo esempio" di "inni che insegnano l'eresia", criticando il testo "Risorgiamo dalle ceneri per crearci di nuovo" come un "Drago pelagico".

### Inni e raccolte di canti
- Gather: Comprehensive.  Batastini, Robert J., and Michael A. Cymbala, eds.  Chicago: GIA Publications (1994).  ISBN 0-941050-62-9.
- Breaking Bread. Portland, Oregon: Oregon Catholic Press.
- Journeysongs. Portland, Oregon: Oregon Catholic Press.
- Spirit and Song. Portland, Oregon: Oregon Catholic Press.
- Flor y Canto. Portland, Oregon: Oregon Catholic Press.
- Unidos en Cristo/United in Christ. Portland OR: Oregon Catholic Press.
- Michael A. Cymbala, ed "Crossgeneration" http://giamusic.com/crossgeneration - Chicago: GIA Publications (2009).
- RitualSong Archiviato il 17 maggio 2021 in Internet Archive. by GIA Publications
- "One in Faith" 2014, World Library Publications.
- "Voices as One, Vol. 1 & 2". World Library Publications.
- "We Celebrate". World Library Publications.
- "Word and Song". World Library Publications.
- Yours Are The Words http://www.wlp.jspaluch.com/9805.htm Archiviato il 7 ottobre 2018 in Internet Archive.. 2008, World Library Purlications.  ISBN 978-1-58459-423-9.
- 20th Century Folk Hymnal. Essex, England, by Mayhew-McCrimmon Publications
- Songs of the Spirit.  Suffolk, England.  Kevin Mayhew Ltd  ISBN 0 905725 58 1

### Alcune opinioni
- Maureen Martin, "Celebrated Lyricist Pens Hymn During Drive-Through Wait." (Satira), in Crisis Magazine, 10 gennaio 2006.
- Maureen Martin, Celebrated Lyricist Pens Hymn During Drive-Through Wait, su maureenmartinblog.blogspot.com, 3 giugno 2005.
- McDermott, Jim.  "Sing a New Song: Part 2, The St. Louis Jesuits: Earthen Vessels."  America, May 30, 2005.  Online at .
- Olbash, Michael.  "A Church Musician's Lament."  Catholic World Report, April 2003.  Online at .
- "Liturgy and Common Ground," by Archbishop Rembert Weakland, in America magazine, 20 Feb. 1999
- Weigel, George.  "Heretical Hymns?"  The Catholic Difference, 2006.
- The Snowbird Statement on Catholic Liturgical Music